# Paradoxul lui Fermi

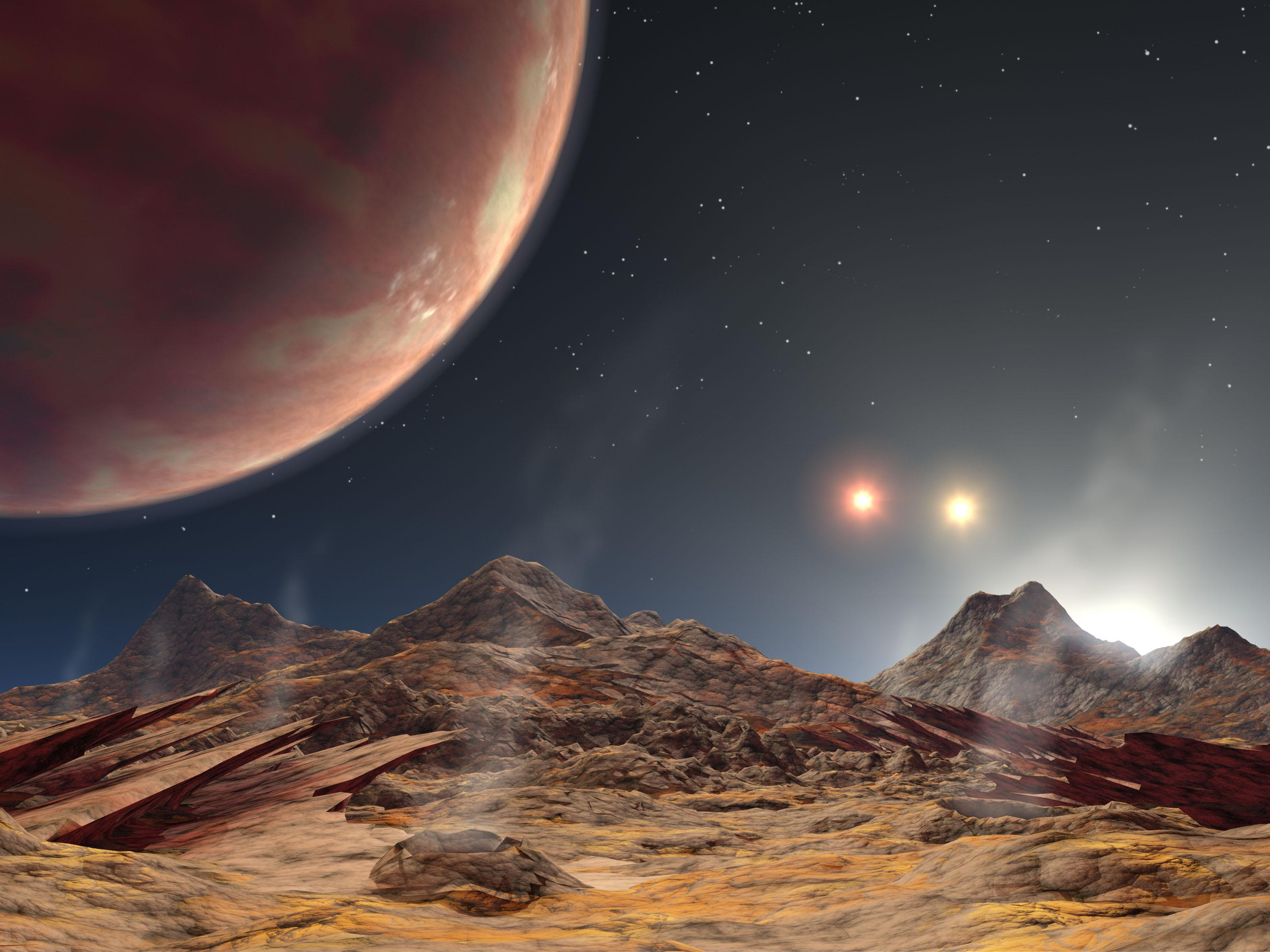
Reprezentare artistică a apusului celor trei stele din sistemul HD 188753. Perspectiva este de pe o lună ipotetică a exoplanetei HD 188753 Ab descoperită în 2005 de Maciej Konacki (exoplanetă gigantică de gaz care are masa de 1,14 ori masa lui Jupiter). Cel mai mare soare, cel galben, se află deja sub orizont. Pe măsură ce stelele se scufundă sub orizont, exoplaneta rămâne în vedere. Peisajul lunii rămâne luminat de lumina stelară reflectată de exoplanetă. Atât planeta, cât și luna ar fi atât de fierbinți încât chiar și în umbră suprafețele lor ar străluci.

O reprezentare grafică și color a mesajului Arecibo - prima încercare a umanității de a utiliza undele radio pentru a-și face cunoscută în mod activ existența sa unor civilizații extraterestre

Paradoxul lui Fermi sau Paradoxul Fermi este denumit după fizicianul Enrico Fermi și se referă la aparenta contradicție între lipsa dovezilor și diferite estimări de probabilitate ridicată a existenței civilizațiilor extraterestre în altă parte a galaxiei Calea Lactee. Paradoxul este aplicat galaxiei noastre (lipsa vizitelor de exemplu) dar și universului întreg (lipsa urmelor existenței unor supercivilizații eventual extragalactice).
Punctele principale ale argumentului au fost ulterior dezvoltate într-o lucrare din 1975 a lui Michael H. Hart care include următoarele:
- Există miliarde de stele în galaxie asemănătoare Soarelui[5][6] și multe dintre aceste stele sunt cu miliarde de ani mai în vârstă decât Sistemul solar.[7][8]
- Cu o mare probabilitate, unele dintre aceste stele au planete asemănătoare Pământului[9][10] și dacă Pământul este tipic vieții, pe alte planete s-ar putea să se fi dezvoltat deja o viață inteligentă.
- Unele dintre aceste civilizații ar fi putut dezvolta deja călătoria interstelară, un pas pe care Pământul îl investighează în acest moment.
- Chiar și cu viteze subluminice (mici) ale călătoriei interstelare, așa cum este imaginată în prezent, galaxia Calea Lactee ar putea fi complet explorată în câteva milioane de ani.[4]

Conform acestui raționament, Pământul ar fi trebuit deja să fie vizitat de extratereștri vii sau cel puțin de sondele lor (robotice). 
Numele lui Fermi acordat acestui paradox este legat de o conversație ocazională din vara anului 1950 cu colegii săi, fizicienii Edward Teller, Herbert York și Emil Konopinski. În timp ce se îndreptau către masa de prânz, fizicienii au discutat despre rapoartele recente despre aparițiile unor OZN-uri și posibilitatea călătoriei mai repede ca lumina. Conversația s-a îndreptat apoi către alte subiecte, până când Fermi, în timpul prânzului, a spus brusc: "Unde sunt ei?" sau, alternativ, "Nu te-ai întrebat vreodată unde sunt toți?" sau, alternativ, "Dar unde este toată lumea?" (citatul exact este incert și numai Konopinski a crezut cu adevărat că această conversație anterioară a avut loc în aceeași zi). Doi dintre cei trei colegi de la masa de prânz își amintesc imediat că și-au dat seama că Fermi se referea la potențialii extratereștri. În plus, York își amintește că Fermi "a realizat o serie de calcule cu privire la probabilitatea existenței planetelor asemănătoare cu Pământul, probabilitatea de apariție a vieții pe aceste planete, probabilitatea apariției vieții omenești (sau inteligente), probabilitatea apariției și durata de existență a unor tehnologii înalte în cadrul unei civilizații și așa mai departe. El a concluzionat pe baza unor astfel de calcule că ar fi trebuit să fim vizitați de mult timp și de multe ori."
Au existat numeroase încercări de a explica paradoxul lui Fermi în primul rând fie sugerând că ființele extraterestre inteligente sunt extrem de rare, fie propunând diverse motive pentru care astfel de civilizații nu au contactat sau nu au vizitat niciodată Pământul.

## Baza paradoxului

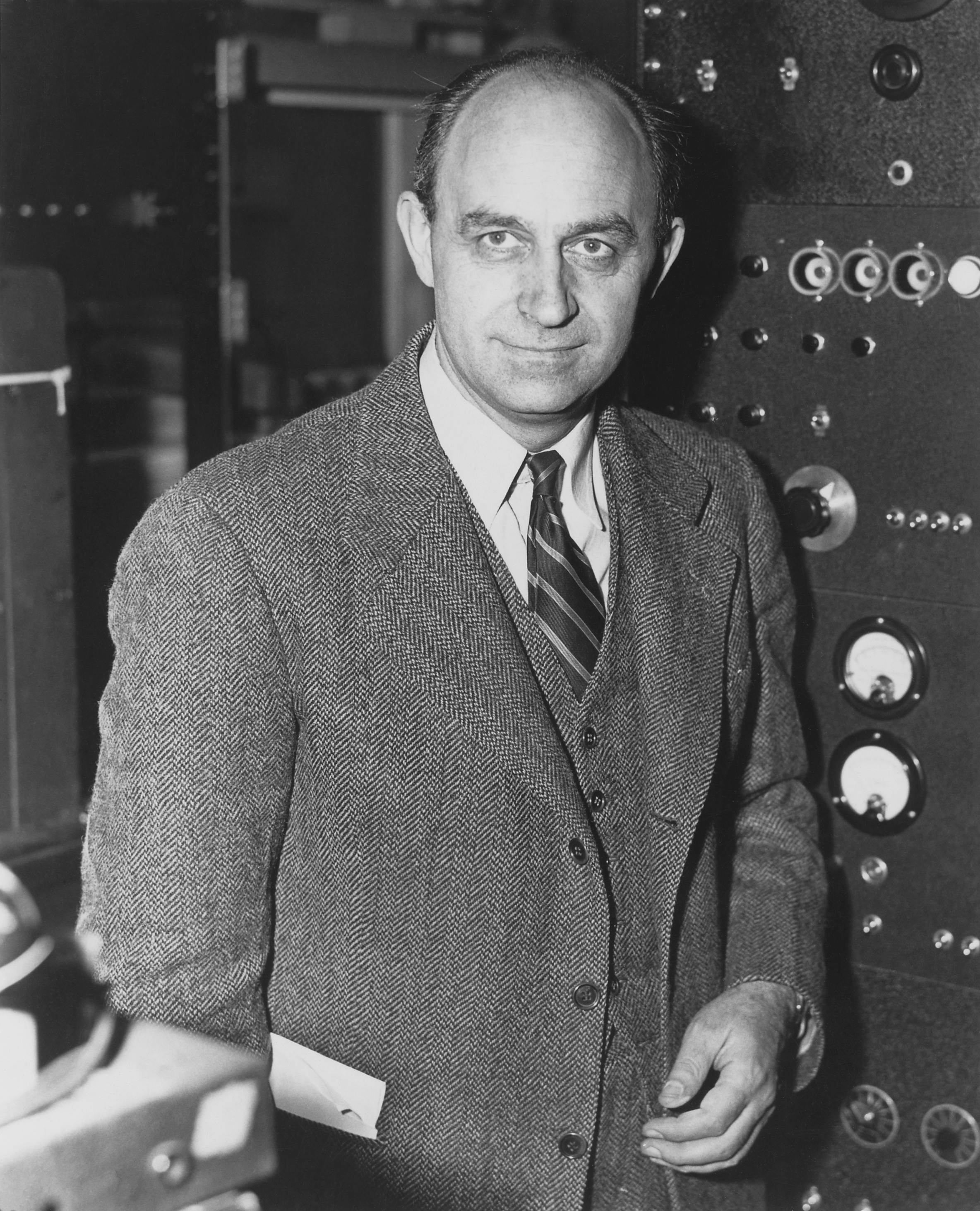
Enrico Fermi (1901-1954)

Paradoxul lui Fermi este un conflict între argumentul că scara spațială și probabilitatea par să favorizeze faptul că viața inteligentă este obișnuită în univers și lipsa totală a dovezilor apariției vieții inteligente oriunde în altă parte în afară de planeta Pământ. 
Primul aspect al paradoxului lui Fermi este o funcție a scalei sau a numerelor uriașe implicate: există aproximativ 200-400 de miliarde de stele în Calea Lactee (2–4 × 1011) și 70 de sextilioane de stele (7×1022) în universul observabil. Chiar dacă viața inteligentă apare numai pe un mic procentaj de planete din jurul acestor stele, ar putea exista încă un număr mare de civilizații în prezent și, dacă procentul ar fi suficient de ridicat, ar produce un număr semnificativ de civilizații existente în Calea Lactee (și în Univers). Această presupunere este denumită principiul mediocrității, prin care Pământul este o planetă tipică. Principiul mediocrității afirmă că Pământul, viața sau rasa umană nu sunt ceva special sau ieșit din comun. 
Al doilea aspect al paradoxului lui Fermi este argumentul probabilității: datorită capacității vieții inteligente de a-și depăși raritatea și tendința sa de a coloniza noi habitate, pare posibil ca cel puțin unele civilizații să fie avansate tehnologic, să caute noi resurse în spațiu și să își colonizeze propriul sistem stelar și, apoi, sistemele stelare înconjurătoare. Deoarece nu există dovezi semnificative pe Pământ sau în altă parte a universului cunoscut a existenței altor vieți inteligente după 13,8 miliarde de ani de istorie a universului, rezultă un conflict care necesită o rezoluție. Câteva exemple de rezoluții posibile sunt că viața inteligentă este mai rară decât consideră oamenii, că ipotezele oamenilor despre dezvoltarea generală sau comportamentul speciilor inteligente sunt eronate sau, mai radical, înțelegerea științifică actuală a naturii universului în sine este destul de incompletă. 
Paradoxul lui Fermi poate fi spus în două feluri. Primul este: "De ce nu se găsesc extratereștri sau urmele lor aici pe Pământ sau în sistemul solar?" Dacă călătoria interstelară este posibilă, chiar și prin metode "lente" apropiate tehnologiei Pământului, atunci ar dura doar de la 5 milioane la 50 de milioane de ani pentru a coloniza toată galaxia. Această perioadă este relativ scurtă pe scara timpului geologic, cu atât mai puțin pe scara cosmologică. Deoarece există foarte multe stele mai vechi decât Soarele și din moment ce viața inteligentă ar fi evoluat mai devreme în altă parte, întrebarea este de ce galaxia nu a fost colonizată deja. Chiar dacă colonizarea este impracticabilă sau nedorită de toate civilizațiile extraterestre, explorarea la scară largă a galaxiei ar putea fi posibilă prin sonde. Acestea ar putea lăsa urme și obiecte detectabile în Sistemul Solar, cum ar fi sonde vechi sau dovezi ale activității miniere, dar nimic dintre toate acestea nu a fost detectat. 
A doua formă a întrebării este "De ce nu vedem semne de inteligență în altă parte a universului?" Această versiune nu implică călătoria interstelară, dar include și alte galaxii. Pentru galaxiile îndepărtate, timpul necesar călătoriei poate explica foarte bine lipsa vizitelor extraterestre (extragalactice) pe Pământ, dar o civilizație suficient de avansată ar putea fi observabilă pe o fracțiune semnificativă a dimensiunii universului observabil. Chiar dacă astfel de civilizații sunt rare, argumentul scării enorme a Universului (timp și spațiu) ar indica faptul că ar trebui să existe undeva la un moment dat în istoria universului și, din moment ce ar putea fi detectate de departe într-o perioadă considerabilă de timp, mai multe locuri potențiale pentru originea lor se află în domeniul nostru de observare. Nu se știe dacă paradoxul este mai puternic pentru galaxia noastră sau pentru universul întreg.

## Conversația originală

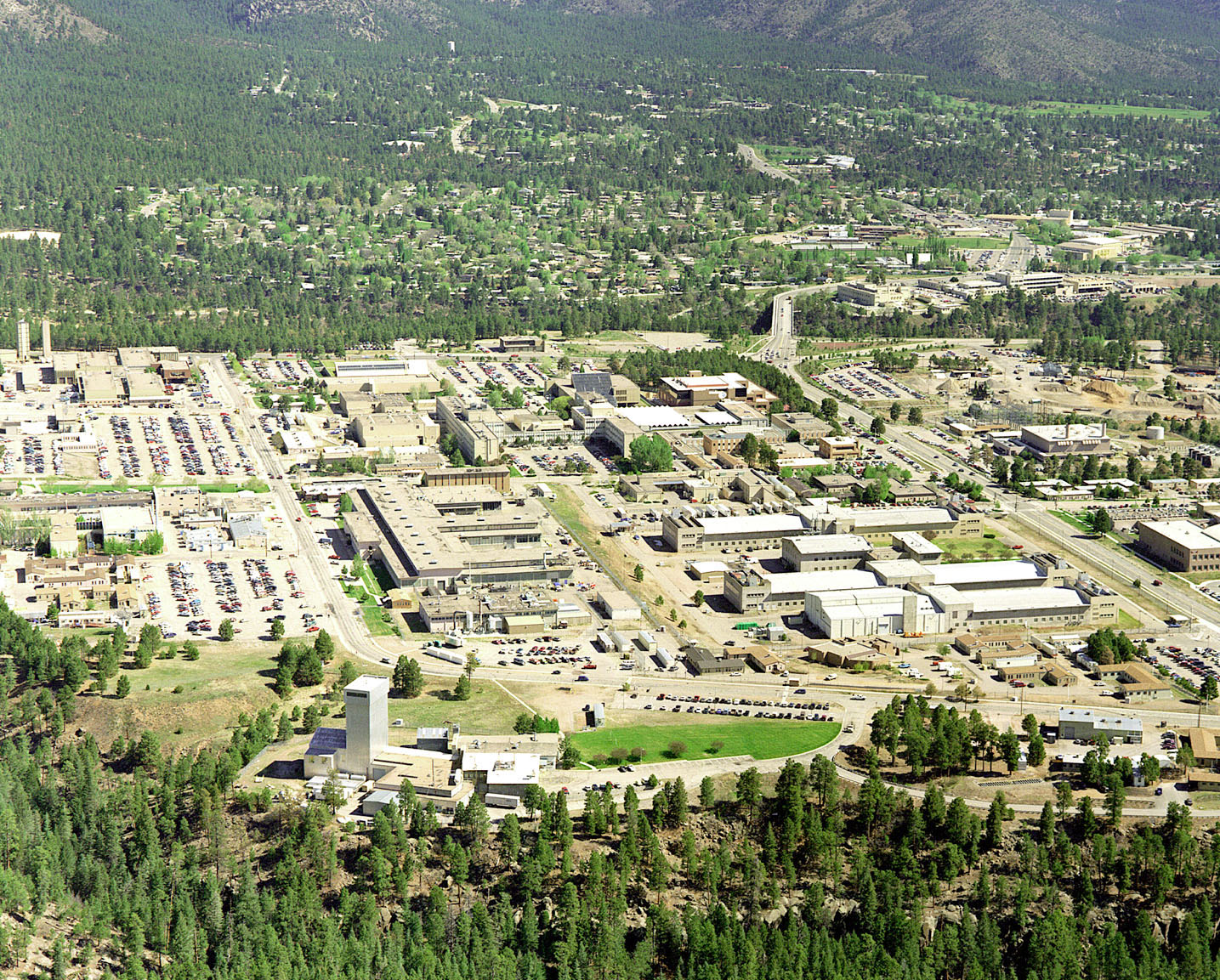
Laboratorul Național Los Alamos

În vara lui 1950, în timp ce a lucrat în Laboratorul Național Los Alamos, Fermi a avut o discuție ocazională în timpul prânzului cu colegii săi Emil Konopinski, Edward Teller și Herbert York.
Conversația a început cu o discuție despre o recentă înmulțire a rapoartelor OZN și despre posibilitatea existenței vieții extraterestre. Konopinski și-a amintit că a menționat o caricatură recentă din The New Yorker al lui Alan Dunn, care arăta extratereștri care furau cutii de gunoi din New York. El a scris: "Mai amuzant a fost comentariul lui Fermi, care a considerat că era o teorie rezonabilă, deoarece a prezentat două fenomene diferite: rapoartele despre apariția unor farfurii zburătoare, precum și dispariția cutiilor de gunoi din New York".
Teller își aduce aminte de Fermi că l-a întrebat: "Edward, tu ce crezi. Cât de probabilă este șansa ca în următorii zece ani vom avea dovezi clare ale unui obiect material care se mișcă mai repede ca lumina?" Teller a răspuns: "10^-6" (una la un milion). Fermi a spus: "Este prea puțin. Probabilitatea este undeva la zece procente." Teller a scris că aceasta a fost "cifra binecunoscută pentru un miracol Fermi". 
Conversația a trecut la alte subiecte, până când, în timpul prânzului Fermi a exclamat brusc: - Unde sunt ei? (Amintirea lui Teller) sau "Nu te întrebi unde e toată lumea?" (Amintirea lui York) sau "Dar unde este toată lumea?" (Amintirea lui Konopinski). 
York nu și-a amintit conversația anterioară, scriind lui Eric Jones în 1984 că "poate a fost legată de conversația anterioară așa cum ați descris-o, chiar dacă eu nu-mi amintesc asta". Și Edward Teller a recunoscut că poate a creat mental o legătură între două conversații separate, scriind în 1984: "Cred că a fost cu aceeași ocazie în care a apărut și cealaltă întrebare pe care ați menționat-o. Cu toate acestea despre această întrebare ulterioară nu sunt atât de sigur". Teller își amintește de "aproximativ opt" persoane care stăteau la masa de prânz, în timp ce York și Konopinski își amintesc doar trei persoane, plus Fermi.
Emil Konopinski a fost singurul care și-a amintit clar că exclamarea lui Fermi era legată de o conversație anterioară.
Dar Konopinski nu pare să fi făcut imediat legătura cu eventualii extratereștri sau ar fi făcut-o doar mai vag, scriind în 1984, "A fost modul lui de ne face să râdem". Teller a făcut această legătură, deoarece a scris: "Rezultatul întrebării sale a fost râsul general din cauza faptului că, în ciuda întrebării senine a lui Fermi, toată lumea de la masă părea că pricepe imediat că el vorbește despre viața extraterestră". York a scris: "Cumva ... noi știam că el se referă la extratereștri." 
În ceea ce privește felul în care a continuat conversația, York își amintește că Fermi "a început o serie de calcule privind probabilitatea existenței planetelor asemănătoare Pământului, probabilitatea existenței vieții pe acestea, probabilitatea vieții omenești sau inteligente, probabilitatea apariției și durata tehnologiei înalte și altele. El a concluzionat pe baza unor astfel de calcule că ar fi trebuit să fim vizitați de mult timp și de multe ori."
Teller își amintește că nu a participat prea mult la această conversație "cu excepția unei declarații potrivit căreia distanța față de următorul loc cu ființe vii poate fi foarte mare și, într-adevăr, în ceea ce privește galaxia noastră, noi trăim undeva într-o spirală, departe de zona metropolitană a centrului galactic".
Fermi a decedat în 1954 de cancer. Cu toate acestea, prin scrisori către cei trei bărbați supraviețuitori, trimise decenii mai târziu, în 1984, Dr. Eric Jones de la Los Alamos a reușit să refacă conversația originală. El i-a informat pe cei trei fizicieni că dorea să includă o versiune sau o compoziție suficient de precisă pentru o conferință intitulată "Migrația interstelară și experiența umană".
Jones a expediat mai întâi o scrisoare lui Edward Teller, care a inclus o descriere la mâna a doua a lui Hans Mark. Teller i-a răspuns, iar apoi Jones a trimis scrisoarea de la Teller lui Herbert York. York a răspuns și, în cele din urmă, Jones a trimis scrisorile de la Teller și York lui Emil Konopinski, care i-a răspuns, de asemenea. În plus, Konopinski a reușit mai târziu să identifice o caricatură a lui Jones, identică cu cea implicată în timpul conversației și astfel a stabilit data conversației ca fiind vara anului 1950.

## Istorie
Fermi nu a fost primul care a pus această întrebare. O mențiune implicită anterioară a fost făcută de către Konstantin Țiolkovski într-un manuscris nepublicat din anul 1933.  Acesta a subliniat că "oamenii neagă prezența ființelor inteligente pe planetele din univers" deoarece "(i) dacă există astfel de ființe, ele ar fi vizitat Pământul și (ii) dacă există astfel de civilizații, atunci ele ar fi oferit niște semne ale existenței lor." Acest lucru nu a fost un paradox pentru alte persoane care l-au folosit pentru a explica absența și prin urmare lipsa existenței extratereștrilor. Țiolkovski a crezut în existența vieții extraterestre și în posibilitatea călătoriei în spațiu. De aceea, el a propus ceea ce acum este cunoscut ca ipoteza zoo și a speculat că omenirea nu este încă pregătită ca ființele superioare să o contacteze. Dovada că însuși Tsiolkovski nu a fost primul om care a descoperit și formulat paradoxul este sugerată de referința menționată mai sus la motivația altor persoane de a refuza existența unor civilizații extraterestre. 
În 1975, Michael H. Hart a publicat o examinare detaliată a acestui paradox, examinare care a devenit un punct de referință teoretică pentru o mare parte a cercetării a ceea ce acum este cunoscut uneori ca paradoxul lui Fermi-Hart. Geoffrey A. Landis preferă acest nume pe motiv că "în timp ce Fermi a formulat prima întrebare, Hart a fost primul care a făcut o analiză riguroasă, arătând că problema nu este una banală și, în plus, a fost primul care i-a publicat rezultatele". Robert H. Gray susține că termenul de paradox al lui Fermi este un nume greșit, deoarece, în opinia sa, nu este nici un paradox, nici măcar al lui Fermi; el preferă în schimb numele de argumentul lui Hart-Tipler, recunoscându-l pe Michael Hart ca inițiator, dar și contribuția substanțială a lui Frank J. Tipler la extinderea argumentelor formulate de Hart.
Printre alte nume strâns legat de întrebarea lui Fermi ("Unde sunt ei?") se numără Marea tăcere,  și silentium universi  (în limba latină cu sensul de "tăcerea universului"), deși acestea se referă doar la o parte a Paradoxului lui Fermi; anume de ce omenirea nu vede vreo dovadă a existenței altor civilizații. 

## Ecuația lui Drake
Teoriile și principiile ecuației lui Drake sunt strâns legate de paradoxul lui Fermi. Ecuația a fost formulată de Frank Drake în anul 1961, ca o încercare de a găsi o metodă sistematică de evaluare a numeroaselor probabilități implicate în existența vieții extraterestre. Ecuația ia în considerare rata de formare a stelelor în galaxie; câte stele au planete și numărul de planete per stea care sunt locuibile; fracțiunea acelor planete care dezvoltă viața; fracțiunea care dezvoltă viață inteligentă; fracțiunea care are o viață detectabilă și inteligibilă din punct de vedere tehnologic; și, în final, durata de viața a acestor civilizații pentru ca să devină detectabile. Problema fundamentală este că ultimii patru termeni sunt complet necunoscuți, ceea ce face ca estimările statistice corecte să fie imposibile. 
Ecuația lui Drake a fost folosită atât de optimiști, cât și de pesimiști, cu rezultate foarte diferite. La prima reuniune științifică despre căutarea inteligenței extraterestre (SETI), care a avut 10 de participanți, printre care Frank Drake și Carl Sagan, s-a speculat că numărul de civilizații ar fi aproximativ numeric undeva între 1.000 și 100.000.000 de civilizații în galaxia Calea Lactee. În schimb, Frank Tipler și John D. Barrow pe baza unor presupuneri pesimiste au speculat că numărul mediu de civilizații dintr-o galaxie este mai mic de unu. Aproape toate argumentele din ecuația lui Drake suferă de efectul de supraîncredere, o eroare comună a raționamentului probabilistic cu privire la evenimentele ce au o probabilitate scăzută, prin ghicirea unor numere specifice probabilităților unor evenimente ale căror mecanisme nu sunt înțelese (momentan), cum ar fi probabilitatea de abiogeneză pe o planetă asemănătoare Pământului, cu estimări ale probabilității actuale care variază cu mai multe sute de ordine de mărime. O analiză bazată și pe incertitudinea asociată cu această lipsă de cunoaștere actuală a fost efectuată de Anders Sandberg, Eric Drexler și de Toby Ord.  Această analiză sugerează cu o foarte mare probabilitate că civilizațiile inteligente sunt abundente în galaxia noastră sau umanitatea este singura în universul observabil, datorită lipsei de observație a civilizațiilor inteligente care sugerează această ultimă opțiune. 

## Marele filtru
Marele filtru, în contextul paradoxului lui Fermi, este cel ce împiedică "materia mortă" să dea naștere, cu timpul, unei vieți în expansiune și durabile, conform scării Kardeșev. Evenimentul cel mai adesea considerat ca având o probabilitate scăzută de apariție este abiogeneza: un proces gradual de creștere a complexității primelor molecule de auto-replicare printr-un proces chimic întâmplător. Alte filtre mari propuse sunt apariția eucariotelor sau a meiozei sau a unora dintre pașii implicați în evoluția unui creier capabil de deduceri logice complexe.
Astrobiologii Dirk Schulze-Makuch și William Bains, care examinează istoria vieții pe Pământ, inclusiv evoluția convergentă, au ajuns la concluzia că tranzițiile, cum ar fi fotosinteza care produce oxigenul, celula eucariotă, organismele multicelulare și inteligența care folosește instrumente sunt susceptibile să apară pe orice planetă asemănătoare Pământului dacă există suficient timp. Aceștia susțin că Marele Filtru poate fi abiogeneza, creșterea inteligenței tehnologice la nivel uman sau incapacitatea de a coloniza alte lumi din cauza autodistrugerii sau a lipsei de resurse.

## Proiecte empirice
Există două părți ale paradoxului Fermi care se bazează pe dovezi empirice - că există multe planete potențial locuibile și că nu vedem nici o dovadă a existenței vieții. Primul punct, existența a numeroase planete potrivite, a fost o presupunere în perioada lui Fermi, care a câștigat teren odată cu descoperirea multor exoplanete și a unor modele care prezic miliarde de lumi locuibile în galaxia noastră.
A doua parte a paradoxului, că nu vedem sau nu recunoaștem nicio dovadă a vieții extraterestre, este de asemenea un domeniu activ al cercetării științifice. Acesta include atât eforturile de a găsi orice fel de viață cât și eforturile îndreptate spre găsirea vieții inteligente. Aceste căutări au fost făcute începând cu anul 1960, iar câteva sunt în desfășurare.
Deși astronomii nu caută de obicei extratereștri, ei au observat fenomene pe care nu le-au explicat inițial decât presupunând existența unui tip de civilizație inteligentă. De exemplu, pulsarii, când au fost descoperiți pentru prima dată în 1967, au fost denumiți omuleți verzi (în engleză little green men, LGM) din cauza repetării precise a pulsurilor lor. În toate cazurile, explicațiile ulterioare nu au necesitat existența unei vieți inteligente pentru astfel de observații, dar posibilitatea descoperirii acesteia rămâne. Exemple propuse includ mineritul asteroizilor care ar schimba aspectul discurilor circumstelare de resturi, sau a liniilor spectrale de la eliminarea deșeurilor nucleare în stele.

### Astronomie mainstream și SETI

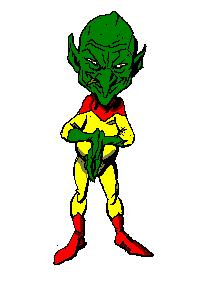
Reprezentare artistică a "micului om verde" - little green men - descris în romanul Marțieni, cărați-vă acasă

Deși astronomii nu caută de obicei extratereștri, ei au detectat fenomene pe care le-au explica inițial ca fiind provocate de o civilizație inteligentă. De exemplu, pulsarii, când au fost descoperiți pentru prima dată în 1967, au fost numiți little green men (LGM) datorită repetării precise a impulsurilor lor. În toate cazurile, au fost găsite explicații care nu au implicat viață inteligentă, dar posibilitatea descoperirii rămâne. Exemplele propuse includ mineritul asteroizilor care ar schimba aspectul discurilor de resturi din jurul stelelor  sau liniile spectrale datorită eliminării deșeurilor nucleare în stele. Un exemplu în derulare îl reprezintă fluctuații neobișnuite de luminozitate de tranzit ale stelei KIC 8462852, unde interpretările naturale oferite de cercetători nu sunt pe deplin convingătoare. Deși probabil că va fi emisă o explicație naturală convingătoare, unii oameni de știință investighează posibilitatea îndepărtată a faptului că ar putea fi un semn al unei tehnologii extraterestre, cum ar fi un roi Dyson.

### Transmisii electromagnetice

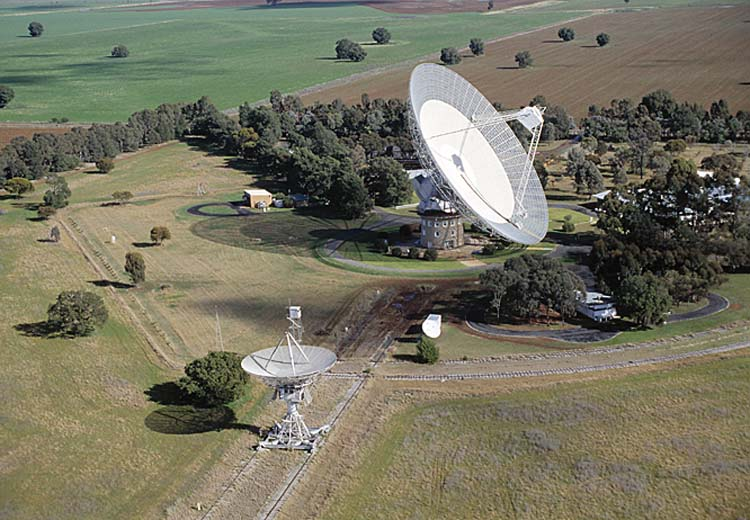
Telescoapele radio sunt adesea folosite de proiectele SETI

Tehnologia radio și capacitatea de a construi un radiotelescop sunt prezumate a fi un avans natural pentru speciile tehnologice, creând teoretic efecte care ar putea fi detectate la distanțe interstelare. Căutarea cu atenție a emisiilor radio non-naturale din spațiu poate duce la detectarea civilizațiilor extraterestre. Observatori simțitori extratereștri ai Sistemului Solar ar remarca de exemplu undele radio neobișnuit de intense pentru o stea de tip G2 datorită emisiunilor de radio și televiziune și de telecomunicații ale Terrei. În absența unei cauze naturale aparente, observatorii extratereștri ar putea deduce existența unei civilizații terestre. Trebuie remarcat totuși că nici cele mai sensibile radiotelescoape disponibile în prezent pe Pământ nu ar putea detecta semnalele radio non-direcționale, chiar și într-o fracțiune de an-lumină, prin urmare este discutabil dacă astfel de semnale ar putea fi detectate de o civilizație extraterestră. Astfel de semnale ar putea fi sub-produse "accidentale" ale unei civilizații sau încercările deliberate de a comunica, cum ar fi mesajul nostru Arecibo. Numeroși astronomi și observatori au încercat și încearcă să detecteze astfel de dovezi, în special prin organizația SETI. Câteva decenii de analize SETI nu au dus la descoperirea unor emisii strălucitoare neobișnuite sau a unor semnificative transmisii radio repetitive. 

### Observație planetară directă

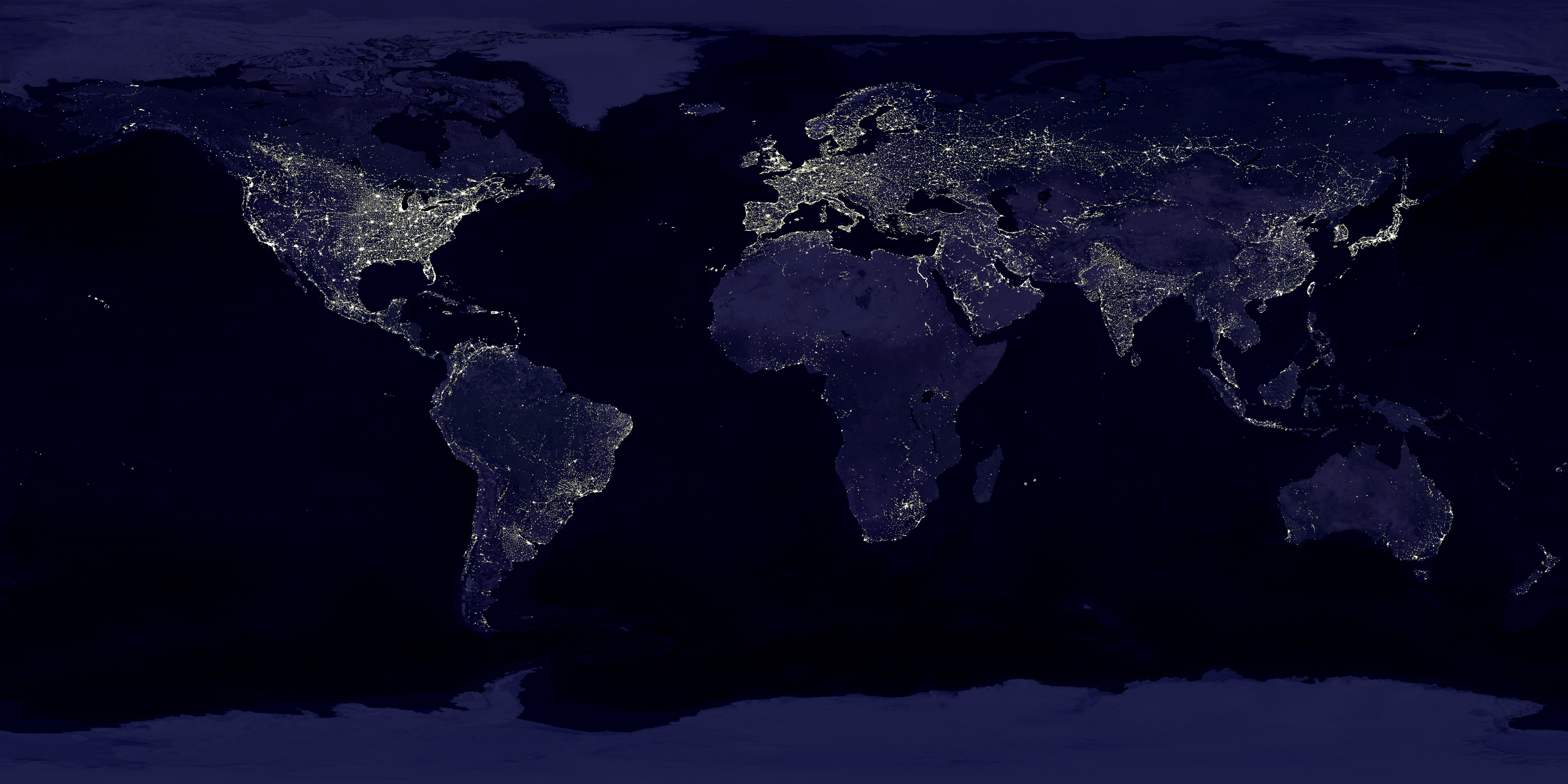
O imagine compozită a Pământului pe timp de noapte, creată cu date Operational Linescan System (OLS) al Defense Meteorological Satellite Program (DMSP). Luminile artificiale de mari dimensiuni produse de civilizația umană sunt detectabile din spațiu.

Descoperirea și clasificarea exoplanetelor reprezintă o sub-disciplină foarte activă în astronomie, iar prima posibilă planetă telurică descoperită în zona locuibilă a unei stele a fost găsită în 2007. Avansul metodelor de detectare a exoplanetelor și utilizarea metodelor existente din spațiul cosmic (cum ar fi Misiunea Kepler, lansată în 2009) a dus la detectarea și evaluarea parametrilor unor planete de dimensiunea Pământului și la determinarea dacă acestea se află în zonele locuibile ale stelelor lor. Astfel de îmbunătățiri ale metodelor de observare vor permite oamenilor să evalueze mai bine cât de comune sunt lumile potențial locuibile. 

#### Supoziții despre sondele interstelare
Sondele cu posibilități de auto-replicare ar putea explora în totalitate o galaxie de dimensiunea Căii Lactee în cel mult un milion de ani. Dacă o singură civilizație din Calea Lactee a încercat acest lucru, astfel de sonde s-ar putea răspândi în întreaga galaxie. O altă speculație pentru contactul cu o probă extraterestră- una care ar încerca să găsească ființe umane - este proba Bracewell extraterestră. Un astfel de dispozitiv ipotetic ar fi o probă spațială autonomă al cărei scop este să caute și să comunice cu civilizațiile străine (spre deosebire de sondele lui Von Neumann, care de obicei sunt descrise doar cu misiune de explorare). Acestea au fost propuse ca o alternativă la realizarea unui dialog lent la viteza luminii între vecini foarte îndepărtați. În loc să întâmpine întârzieri prelungite datorate dialogului prin radio, o probă care ar conține o inteligență artificială ar căuta o civilizație extraterestră și ar iniția o comunicare din apropiere cu civilizația descoperită. Descoperirile unei astfel de sonde ar trebui transmise civilizației de acasă tot lent cu viteza luminii, însă un dialog prin care să adune informații ar putea fi realizat în timp real.

#### Încercări de a detecta sonde extraterestre
Explorarea directă a Sistemului nostru Solar nu a adus nicio dovadă care să indice o vizită a extratereștrilor sau a probelor acestora. Explorarea detaliată a zonelor din Sistemul Solar în care resursele ar fi abundente ar putea aduce dovezi ale explorării extraterestre ale acestora cu toate că întregul Sistem Solar este vast și dificil de investigat. Încercările de a semnaliza, de a atrage sau de a activa presupuse sonde  Bracewell din vecinătatea Pământului nu au reușit. 

#### Supoziții despre obiecte de mărime stelară

O variantă a sferei speculative Dyson. Astfel de obiecte de dimensiuni mari ar modifica drastic spectrul unei stele.

În 1959, fizicianul britanic Freeman J. Dyson a observat că fiecare civilizație umană în curs de dezvoltare își mărește în mod constant consumul de energie. Prin urmare a presupus că o civilizație ar putea încerca să exploateze o mare parte din energia produsă de o stea. El a sugerat că o sferă Dyson ar putea însemna orice: o cochilie, un roi sau un nor de obiecte care să înconjoare o stea pentru a absorbi și a folosi cât mai mult din energia stelară radiantă. O astfel de operă de astroinginerie ar schimba drastic spectrul observat al stelei implicate, schimbându-l, cel puțin parțial, de la liniile spectrale normale ale unei atmosfere stelare naturale la cele de radiație ale unui corp negru, probabil cu un vârf spre infraroșu. Dyson a speculat că civilizațiile extraterestre avansate ar putea fi detectate prin examinarea liniilor spectrale ale stelelor și căutarea unui astfel de spectru alterat.
Au existat mai multe încercări de a găsi dovezi ale existenței sferelor Dyson care ar modifica spectrele stelelor lor de bază. Observarea directă a mii de galaxii nu a adus dovezi explicite ale unor construcții sau modificări artificiale. În octombrie 2015, au existat unele speculații potrivit cărora o diminuare a luminii stelei KIC 8462852, observată de Telescopul Spațial Kepler, ar fi putut fi rezultatul construcției unei sferei Dyson. Cu toate acestea, în jurul anului 2018, pe baza observațiilor s-a concluzionat că dimensiunea diminuării variază în funcție de frecvența luminii, indicând existența unui praf și nu a unui obiect opac, cum ar fi o sferă Dyson, ca fiind sursa diminuării.

## Explicații ipotetice ale paradoxului

### Viața extraterestră este foarte rară sau nu există
Cei care consideră că viața extraterestră inteligentă este (aproape) imposibil să existe afirmă că acele condiții necesare pentru evoluția vieții - sau cel puțin pentru evoluția complexității biologice - sunt rare sau chiar unice în cazul Pământului. Această ipoteză, denumită ipoteza Pământului rar, este o respingere a principiului mediocrității, în care viața multicelulară complexă este considerată extrem de rară sau nu există în Univers. O ipoteză asemănătoare este că deși viața ar putea fi comună, noi suntem primii născuți și alte civilizații încă nu există (vezi Ipoteza primului-născut). 
Ipoteza Pământului rar susține că evoluția complexității biologice necesită o serie de circumstanțe accidentale, cum ar fi o zonă locuibilă galactică, o stea și o planetă (planete) care să îndeplinească condițiile necesare, cum ar fi o zonă locuibilă continuă, avantajul unei planete gigant cum ar fi Jupiter și un satelit natural mare, condiții necesare pentru ca planeta să prezinte o  magnetosferă și o tectonică a plăcilor, o chimie a litosferei,  o atmosferă și oceane, rolul "pompelor evolutive", cum ar fi o glaciațiune masivă și impacturi rare cu meteoriți. Și poate cel mai important, viața avansată are nevoie de tot ceea ce a condus la apariția celulelor eucariote, a reproducerii sexuale și a exploziei cambriene. 
În cartea sa Wonderful Life (1989), Stephen Jay Gould a sugerat că, dacă "caseta vieții" ar fi reluată de la explozia cambriană și apoi cu una sau două mici modificări, ființele umane probabil că nu ar fi evoluat niciodată. Pe de altă parte, alți gânditori precum Fontana, Buss și Kauffman au scris despre proprietățile de auto-organizare ale vieții.

### Nu s-au dezvoltat alte specii inteligente
Este posibil ca, deși viața complexă să fie comună, inteligența (și, în consecință, civilizațiile) nu este comună. Cu toate că există tehnici care ar putea detecta, probabil, planete care poartă viața, fără a se baza pe urmele unor tehnologii  niciuna dintre aceste tehnici nu au capacitatea de a spune dacă viața detectată este inteligentă. Aceasta este uneori menționată ca problema "alge vs. alumnae". 
Viața de pe Pământ a existat timp de 4 miliarde de ani, însă viața inteligentă a apărut numai la genul Homo cu aproximativ 3 milioane de ani în urmă. În cea mai mare parte a existenței sale, Pământul a fost o planetă sălbatică. Dacă alte planete nelocuite s-au dezvoltat similar ca Pământul, este mult mai probabil să nu aibă încă viață inteligentă.
Charles Lineweaver afirmă că atunci când se ia în considerare orice trăsătură extremă la un animal, etapele intermediare nu produc neapărat rezultate „inevitabile”. De exemplu, creierele mari nu sunt mai „inevitabile” sau convergente decât nasurile lungi ale animalelor, cum ar fi la porcii furnicari sau elefanți. Oamenii, maimuțele, balenele, delfinii, caracatițele și calamarii sunt printre grupurile mici cu inteligență certă sau probabilă de pe Pământ. Și după cum a subliniat el, „delfinii au avut ~ 20 de milioane de ani pentru a construi un telescop radio, dar nu au făcut acest lucru.”

### Speciile extraterestre inteligente nu dispun de tehnologii avansate
Este posibil ca speciile extraterestre cu inteligență să existe, dar ele să fie prea primitive sau nu au ajuns la nivelul de progres tehnologic necesar  comunicării interstelare. Alături de viața neinteligentă, asemenea civilizații ar fi foarte dificil de detectat prin vizita unei sonde spațiale, o călătorie care ar dura sute de mii de ani cu tehnologia actuală terestră. Pentru sceptici, faptul că în istoria vieții terestre o singură specie a dezvoltat o civilizație până la punctul de a fi capabilă să călătorească în spațiu și tehnologia radio duc la concluzia că civilizațiile avansate tehnologic sunt rare în univers.

### Ipoteza lumilor fără uscat
Această ipoteză (a lumilor apă sau a lumilor fără uscat) presupune că alte planete pe care se află apă au porțiuni de uscat mult mai mici decât cele de pe Pământ, iar viața terestră pe aceste planete este mai puțin probabil să apară. David Brin afirmă că: "se pare că Pământul nostru patinează la marginea interioară a zonei locuibile sau a zonei Goldilocks și astfel Pământul poate să fie o planetă anormală în Univers. Poate că pentru că suntem atât de aproape de soarele nostru, avem o atmosferă anormal de bogată în oxigen și avem un ocean anormal de mic pentru o lume a apei. Cu alte cuvinte, masa continentală de 32% a Pământului poate fi considerată prea mare în lumile apă. 
"În această situație, evoluția unor creaturi ca noi, cu mâini și cu folosirea focului și cu tot felul de astfel de lucruri, poate fi ceva rar în galaxie. Atunci când vom construi nave spațiale și vom merge acolo, poate că vom găsi o mulțime de lumi pline de viață, dar toate vor fi ca Polinezia. Vom găsi o mulțime de forme de viață inteligente acolo, dar toate vor fi un fel de delfini, balene, calmari care nu și-ar putea construi propriile nave spațiale. Ar fi un univers perfect pentru noi, pentru că nimeni nu ne-ar putea învinge și am călători cum vrem noi, ca cei din Star Trek, constructorii de nave spațiale, ca polițiști și așa mai departe."
Cercetătorul planetar Alan Stern a propus ideea că ar putea exista o serie de lumi cu oceane subterane (cum ar fi satelitul lui Jupiter, Europa sau cel al lui Saturn, Enceladus). Suprafața ar oferi un grad mare de protecție împotriva unor astfel de lucruri cum ar fi impactul cometar și supernovele din apropiere, precum și crearea unei situații în care o gamă mult mai largă de orbite sunt acceptabile. Viața și potențialul de inteligență și civilizație ar putea evolua. Stern afirmă: „Dacă au tehnologie, și să zicem că transmit, sau au lumini în orașe sau în altă parte  - nu le putem vedea în nicio parte a spectrului, cu excepția unei frecvențe [radio] foarte mici.”

### Este în natura vieții inteligente să se autodistrugă

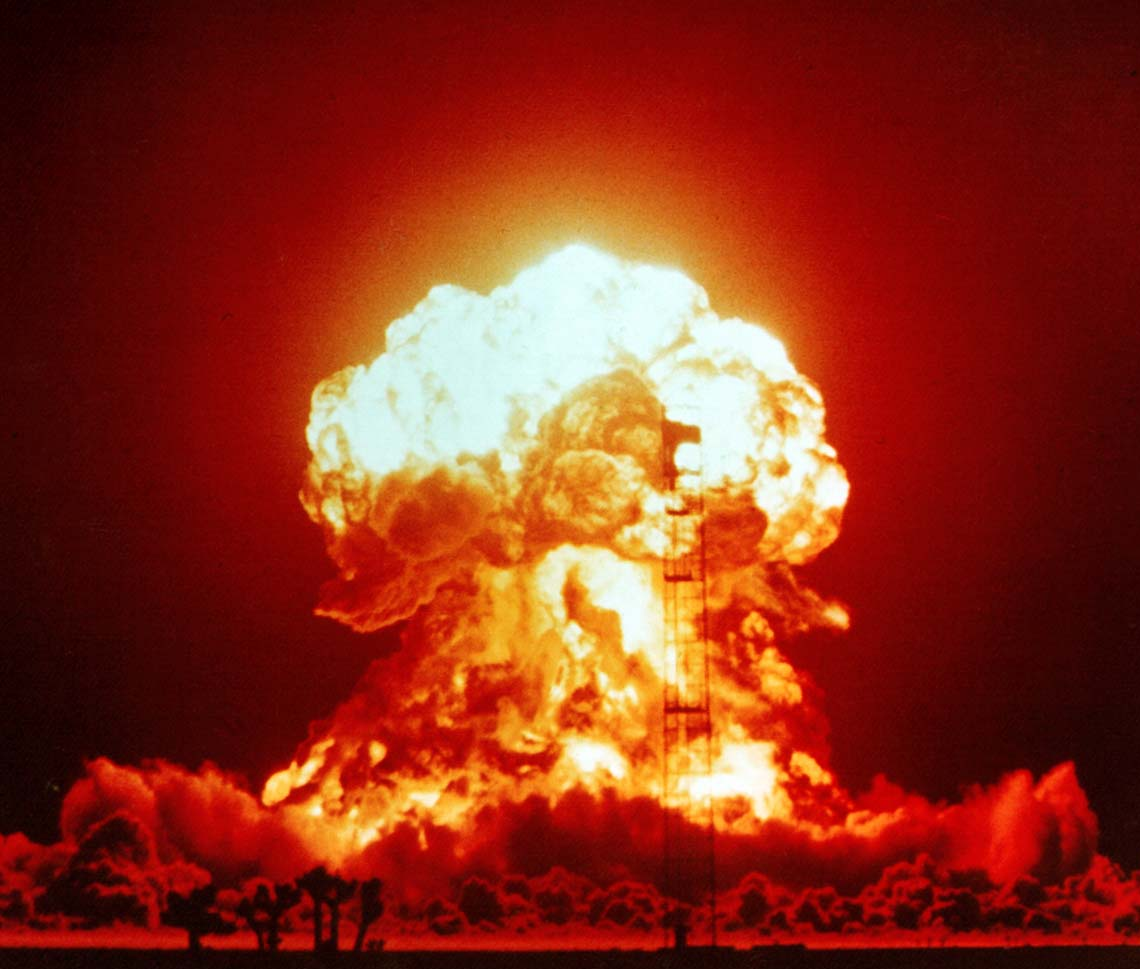
Un turn de foc de 23 de kilotone denumit BADGER, în cadrul seriei de teste nucleare Operation Upshot-Knothole.

Acesta este un argument potrivit căruia civilizațiile tehnologice se pot autodistruge, în mod obișnuit sau invariabil, înainte sau imediat după dezvoltarea tehnologiei radio sau a celei spațiale. Mijloace posibile de anihilare sunt multe, inclusiv război, contaminarea accidentală a mediului sau deteriorarea sa, viață sintetică, epuizarea resurselor, schimbările climatice,  sau inteligența artificială prost concepută. Această temă generală este explorată atât în ficțiune, cât și ca o ipoteză științifică. În 1966, Sagan și Iosif Șklovski au speculat că civilizațiile tehnologice vor avea tendința de a se disautotruge în decursul unui secol de dezvoltare a capacității de comunicare interstelară sau de a stăpâni tendințele auto-distructive și vor supraviețui miliarde de ani.  Auto-anihilarea poate fi privită și în termeni termodinamici: dacă viața este un sistem ordonat care se poate autosusține împotriva entropiei, transmisia externă, adică comunicarea interstelară, poate fi punctul în care sistemul devine instabil și se autodistruge.
Un exemplu mai puțin teoretic ar putea fi problema epuizării resurselor în insulele Polinezia, cea mai cunoscută fiind Insula Paștelui (Rapa Nui). David Brin a arătat că în timpul fazei de expansiune din anii 1500 î.Hr. până în 800 d.Hr. au existat câteva cicluri de suprapopulare urmate de ceea ce s-ar putea numi eradicări periodice de masculi adulți prin războaie și/sau ritualuri. El a scris că: "există multe relatări despre insule, în care bărbații au dispărut aproape în întregime - uneori prin conflicte interne și, uneori, prin invadarea masculilor de pe alte insule".

### Este în natura vieții inteligente să-i distrugă pe ceilalți
O altă ipoteză spune că o specie inteligentă dincolo de un anumit punct de dezvoltare tehnologică va distruge alte specii inteligente la apariția acestora probabil prin intermediul sondelor auto-replicatoare dotate cu oarecare inteligență artificială. Scriitorul SF, Fred Saberhagen, a explorat această idee în seria sa de romane Berserker, precum și fizicianul Gregory Benford. 
O specie ar putea întreprinde o astfel de exterminare din motive expansioniste, lăcomie, paranoia, agresiune sau datorită pierderii controlului IA. În 1981, cosmologul Edward Robert Harrison a susținut că un astfel de comportament ar fi un act de prudență: o specie inteligentă care și-a depășit propriile tendințe auto-distructive ar putea vedea orice altă specie înclinată spre o expansiune galactică ca pe o amenințare. În plus, s-a sugerat că o specie extraterestră de succes ar fi un super-predator, la fel ca și oamenii. O altă posibilitate invocă tragedia bunului comun și principiul antropic: prima formă de viață care va realiza călătorii interstelare va trece neapărat (chiar dacă nu intenționat) la prevenirea apariției concurenților, iar oamenii se întâmplă să fie pur și simplu primii.

### Extincție periodică produsă de evenimente naturale
O viață nouă ar putea să dispară în mod obișnuit din cauza încălzirii sau răcirii noilor lor planete. Pe Terra, au existat mai multe evenimente de extincție în masă care s-au soldat cu distrugerea majoriății speciilor complexe vii din acea perioadă; dispariția dinozaurilor este cel mai cunoscut exemplu. Se crede că acestea au fost cauzate de evenimente cum ar fi impactul cu un meteorit uriașe, erupții vulcanice masive sau evenimente astronomice, cum ar fi explozii de raze gama. Este posibil ca astfel de evenimente de dispariție să fie comune în întregul univers și să distrugă periodic viața inteligentă sau cel puțin civilizațiile sale, înainte ca specia să poată dezvolta tehnologia pentru a comunica cu alte specii inteligente.
Pe baza civilizațiile dispărute, cum ar fi cea din Insula Paștelui, un studiu realizat în anul 2018 a sugerat că schimbările climatice provocate de consumul intensiv de energie al civilizațiilor le pot împiedica durabilitatea, explicând astfel lipsa paradoxală de dovezi ale vieții inteligente extraterestre.

### Soluția multiversului și argumentul tinereții
Cosmologul Alan Guth a propus o soluție bazată pe teoria multiversului la paradoxul lui Fermi. Această ipoteză utilizează distribuția probabilității coordonatelor de sincronizare (în engleză Synchronous coordinates), ceea ce face ca universurile tinere să depășească cu mult numărul celor mai vechi (cu un factor de e1037 la fiecare secundă). Prin urmare, ca o medie pentru toate universurile, universurile cu civilizații vor avea aproape întotdeauna doar o civilizație și anume prima care se va dezvolta. Cu toate acestea, Guth notează "poate că acest argument explică de ce SETI nu a găsit semnale de la civilizații extraterestre, dar mi se pare mai plauzibil că este doar un simptom că distribuția probabilității coordonatelor de sincronizare din teorie nu este cea corectă".

### Civilizațiile inteligente sunt prea îndepărtate în timp și spațiu

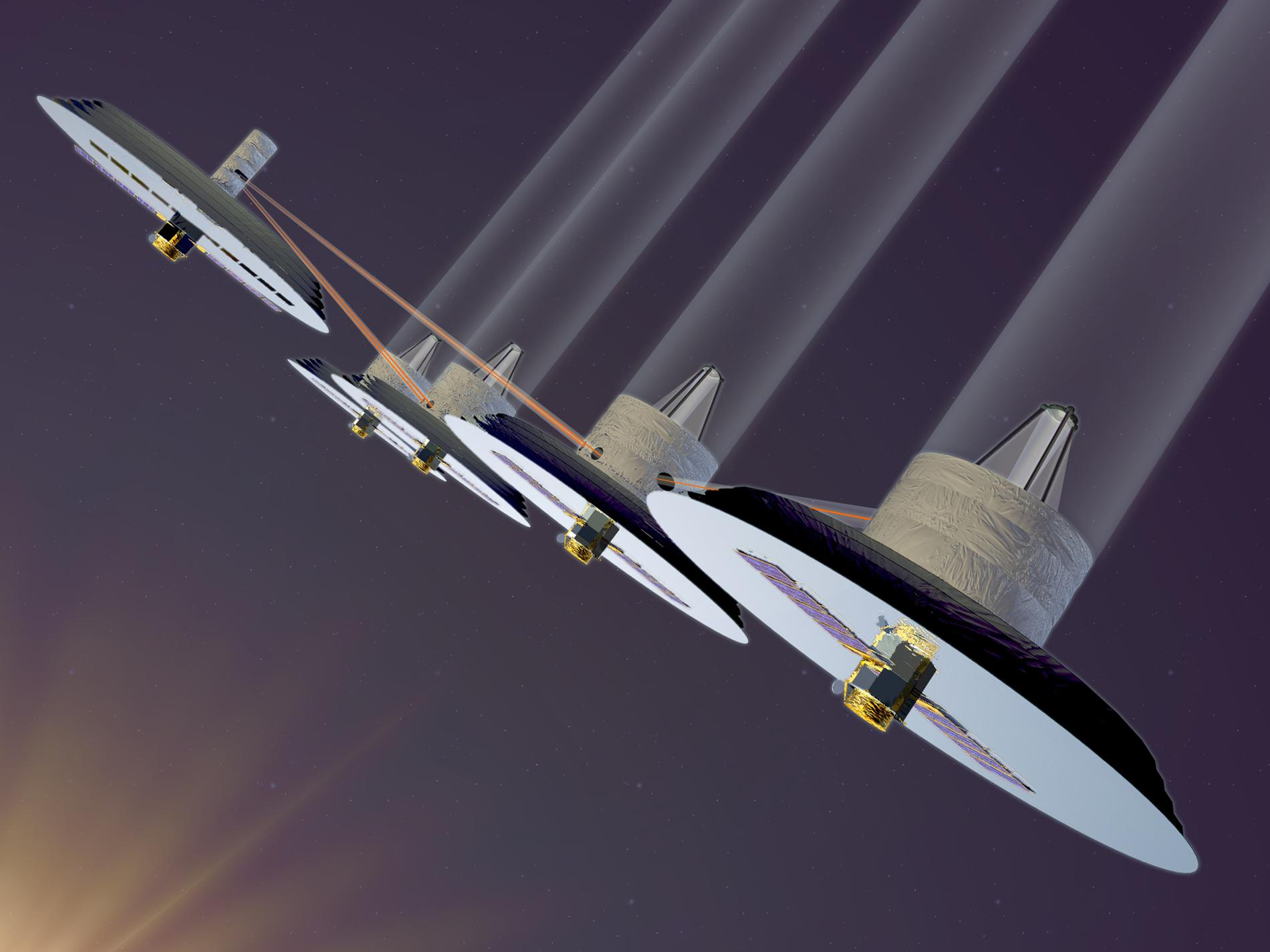
Concepție NASA a detectorului de planete telurice

Este posibil să existe civilizații extraterestre nu care să fie incapabile de a coloniza din punct de vedere tehnologic, dar care să fie pur și simplu prea departe pentru o comunicare bidirecțională.  Dacă două civilizații sunt separate de mai multe mii de ani-lumină, este posibil ca una sau ambele culturi să devină dispărute înainte ca dialogul să poată fi inițiat. Căutările oamenilor ar putea să le detecteze existența, dar comunicarea va rămâne imposibilă din cauza distanței. S-a sugerat că această problemă ar putea fi ameliorată într-o oarecare măsură dacă contactul/ comunicarea s-ar face printr-o sondă Bracewell. În acest caz, cel puțin o parte poate obține informații semnificative. Alternativ, o civilizație poate transmite pur și simplu din cunoștințele sale la alegere și să-l lase pe destinatar să facă ce dorește cu ele. Acest lucru ar fi similar cu transmiterea de informații de la civilizațiile antice până în prezent, iar omenirea a realizat activități similare, cum ar fi mesajul Arecibo, care ar putea transfera informații despre speciile inteligente ale Pământului, chiar dacă acesta nu va produce niciodată un răspuns într-o perioadă suficientă ca omenirea să-l primească. În plus, este posibil ca dovezile arheologice ale civilizațiilor dispărute să poată fi detectate prin observații în spațiul îndepărtat.

### Lipsa de resurse pentru a se răspândi fizic în întreaga galaxie
Multe speculații privind capacitatea unei culturi extraterestre de a coloniza alte sisteme ale stelelor se bazează pe ideea că călătoria interstelară este fezabilă din punct de vedere tehnologic. În timp ce înțelegerea actuală a fizicii exclude posibilitatea călătoriei mai rapide decât lumina, se pare că nu există bariere teoretice majore în ceea ce privește construirea navelor interstelare lente, chiar dacă ingineria necesară este mult peste capabilitățile noastre actuale. Această idee stă la baza conceptului sondei spațiale von Neumann și a sondei Bracewell ca o dovadă potențială a inteligenței extraterestre.
Cu toate acestea, este posibil ca cunoștințele științifice actuale să nu poată evalua în mod adecvat fezabilitatea și costurile unei astfel de colonizări interstelare. Barierele teoretice nu pot fi înțelese încă, iar resursele necesare pot fi atât de mari încât să facă puțin probabil ca orice civilizație să își poată permite să încerce. Chiar dacă este posibilă călătoria și colonizarea interstelară, ele pot fi foarte dificile, ducând la un model de colonizare bazat pe teoria percolării. Eforturile de colonizare pot să apară nu ca o grabă de neoprit, ci mai degrabă ca o tendință inegală de a "percola" în afară, cu o eventuală încetinire și încetare a efortului, date fiind costurile enorme implicate și speranța că coloniile vor dezvolta în mod inevitabil o cultură și o civilizație proprie. Colonizarea poate să apară astfel în "clustere", cu zone mari rămânând necolonizate în orice moment.

### Lipsa dorinței de a trăi pe planete
Majoritatea scenariilor de colonizare spațială ar implica un nucleu central al planetelor mamă și un cerc exterior care se extinde. Acest cerc exterior (sau o sferă până la atingerea lățimii galaxiei) poate să fi existat de ceva vreme și ar putea fi fizic, psihologic și în alte moduri adaptat vieții în spațiu.
Bineînțeles, extratereștrii aflați în expansiune ar avea încă nevoie de resurse și astfel ar putea să devoreze planete cu lăcomie sau ar putea urma o etică a respectului față de "Lumile Pepinieră", fără să simtă că sunt în competiție pentru aceste planete.

### Este mai ieftin transferul de informații pentru explorare
Dacă este posibilă încărcarea minții⁠(en)[traduceți] într-o mașină și transmiterea unei astfel de construcții la distanțe uriașe pentru a fi reconstruită pe o mașină îndepărtată, atunci este posibil ca această metodă de călătorie interstelară să fie preferată zborului fizic spațial. După ce prima civilizație a explorat fizic sau a colonizat galaxia și apoi a trimis astfel de mașini pentru explorări mai ușoare, atunci civilizațiile ulterioare, după ce au intrat în contact cu prima, ar putea considera că este mai ieftin, mai rapid și mai ușor să exploreze galaxia prin aceste transferuri inteligente de construcții către mașinile construite de prima civilizație. Acest tip de „călătorie” ar fi mai ieftin decât zborul spațial cu un factor de 108-1017. Cu toate acestea, deoarece un sistem stelar ar avea nevoie doar de o singură astfel de mașină de transfer la distanță, iar comunicarea este cel mai probabil extrem de dirijată și transmisă la frecvențe înalte și la o putere minimă pentru a fi economică, astfel de semnale ar fi greu de detectat de pe Pământ.

### Omenirea există de foarte puțin timp
Capacitatea umanității de a detecta viață inteligentă extraterestră a existat doar pentru o perioadă foarte scurtă - începând din anul 1937, dacă inventarea radiotelescopului este considerată un reper, iar Homo sapiens este o specie recentă din punct de vedere geologic. Întreaga perioadă a existenței umane moderne până în prezent este o perioadă foarte scurtă la scară cosmologică, iar transmisiile radio au fost propagate abia în 1895. Astfel, este posibil ca ființele umane să nu fi existat suficient de mult și nici nu s-au făcut suficient de detectabile pentru a fi găsite de inteligența extraterestră.

### Nu ascultăm corespunzător
Există câteva ipoteze care stau la baza programelor SETI care pot determina căutătorii să rateze semnalele prezente. Extratereștrii ar putea, de exemplu, să transmită semnale care au o rată de transmisie foarte ridicată sau scăzută sau să utilizeze frecvențe neconvenționale (în termenii noștri), ceea ce le-ar face greu de distins de zgomotul de fond. Semnalele pot fi trimise din sisteme stelare care nu se află în secvența principală și care astfel sunt analizate cu prioritate mai mică; programele actuale presupun că viața extraterestră va orbita în jurul stelelor asemănătoare soarelui nostru.
Cea mai mare provocare o reprezintă dimensiunea absolută a căutării radio necesară pentru a detecta semnale (care acoperă efectiv în întregime întregul univers observabil), cantitatea limitată de resurse dedicată SETI și sensibilitatea instrumentelor moderne. SETI estimează, de exemplu, că un radiotelescop la fel de sensibil ca Observatorul Arecibo ar putea detecta emisiunile de televiziune și de radio ale Pământului numai la distanțe sub 0,3 ani-lumină, mai puțin de o zecime din distanța până la cea mai apropiată stea. Un semnal este mult mai ușor de detectat dacă energia semnalului este limitată fie într-un interval îngust de frecvențe, fie direcționată spre o anumită parte a cerului. Astfel de semnale ar putea fi detectate de la o distanță de sute până la zeci de mii de ani-lumină. Cu toate acestea, acest lucru înseamnă că detectoarele trebuie să asculte o gamă adecvată de frecvențe și să fie în acea regiune a spațiului în care este trimis fasciculul. Multe căutări SETI presupun că civilizațiile extraterestre vor transmite un semnal deliberat, ca mesajul Arecibo, pentru a fi găsite.
Astfel, pentru a detecta civilizațiile extraterestre prin emisiile lor radio, observatorii Pământului au nevoie fie de instrumente mai sensibile, fie trebuie să spere în apariția unor situații fericite: ca emisiile radio în bandă largă ale tehnologiei radio extraterestre să fie mult mai puternice decât ale noastre; că unul dintre programele SETI ascultă frecvențele corecte din regiunile potrivite ale spațiului; sau că extratereștrii trimit în mod deliberat transmisii concentrate în direcția noastră generală.

### Civilizațiile transmit semnale radio detectabile doar pentru o scurtă perioadă de timp
Este posibil ca civilizațiile extraterestre să fie detectabile prin emisiile lor radio doar pentru o perioadă scurtă de timp, reducând astfel probabilitatea de a le observa. Presupunerea obișnuită este că civilizațiile depășesc transmisia prin radio datorită avanului tehnologic.. Cu toate acestea, chiar dacă radioul nu este utilizat pentru comunicații, acesta poate fi utilizat în alte scopuri, cum ar fi transmisia de energie de la sateliții de energie solară. Astfel de utilizări pot rămâne vizibile chiar și după ce emisiile difuzate sunt înlocuite cu tehnologie mai puțin observabilă.
În ceea ce privește primul punct, într-un articol din  Sky & Telescope din 2006, Seth Shostak a scris: "Mai mult, scurgerea de semnale radio de pe o planetă este posibilă să devină mai slabă pe măsură ce o civilizație avansează și tehnologia sa de comunicații devine mai bună. Pământul însuși trece din ce în ce mai mult la transmisii fără cablu și fibră optică; așadar trece de la transmisiuni primitive, dar evidente, la transmisii mai subtile, greu de recunoscut."
Mai mult, ipotetic, civilizațiile extraterestre avansate pot evolua dincolo de emisiile în spectrul electromagnetic și pot comunica prin tehnologii care nu sunt dezvoltate, înțelese sau utilizate de omenire. Unii oameni de știință au emis ipoteza că civilizațiile avansate pot trimite semnale neutrino. Dacă există astfel de semnale, acestea ar putea fi detectabile de detectoarele de neutrino care sunt acum în construcție pentru alte scopuri.

### Ei tind să se izoleze
S-a sugerat că unele ființe avansate vor renunța la forma lor fizică, pot crea medii virtuale masive, se pot transfera în aceste medii prin încărcarea minții și pot exista în totalitate în lumi virtuale, ignorând universul fizic extern.
Este posibil ca viața inteligentă extraterestră să fi dezvoltat o "dezinteresare crescândă" față de lumea lor exterioară. Eventual, orice societate suficient de avansată va dezvolta o mass-media și un divertisment ambele extrem de interesante înainte de a dezvolta o capacitate avansată de a călători în spațiu. Rata de atracție a acestor dispozitive sociale va fi determinată, datorită complexității lor reduse inerente, în a depăși orice dorință de susținere a unor eforturi complexe și costisitoare ca explorare spațială și a comunicării interstelare. Odată ce o civilizație suficient de avansată reușește să-și stăpânească mediul și majoritatea nevoilor sale fizice sunt satisfăcute prin tehnologie, diferite "tehnologii sociale și de divertisment", inclusiv realitatea virtuală, sunt postulate pentru a deveni principalele motoare și motivații ale acelei civilizații.

### Colonizarea nu este o regulă
Ca răspuns la ideea lui Tipler privind sondele auto-replicatoare, Stephen Jay Gould a scris: "Trebuie să mărturisesc că pur și simplu nu știu cum să reacționez la astfel de argumente. Am destule probleme în prezicerea planurilor și a reacțiilor celor mai apropiați de mine. Sunt de obicei uimit de gândurile și realizările oamenilor din diferite culturi. Voi fi blestemat dacă pot să spun cu certitudine ce ar putea face o sursă extraterestră de inteligență."
Desigur, este posibil ca o minoritate să fie colonizatori dedicați, dar o serie de alți factori au împiedicat acest număr relativ mic să ajungă pe Pământ.

### Rezultate între tot și nimic
Un articol din februarie 2019 din Popular Science a afirmat că "Traversarea galaxiei Calea Lactee și stabilirea unui imperiu galactic unificat ar putea fi inevitabilă pentru o super-civilizație monolitică, dar majoritatea culturilor nu sunt nici monolitice, nici super - cel puțin dacă experiența noastră este vreun ghid."
Astrofizicianul Adam Frank alături de co-autori precum astronomul Jason Wright au efectuat diverse simulări în care au variat factori cum ar fi durata de viață a așezărilor, fracțiuni ale planetelor potrivite și timpii de reîncărcare între lansări. Ei au descoperit că multe dintre simulările lor au avut ca rezultat o "a treia categorie" în care Calea Lactee rămâne parțial locuită / colonizată pe o perioadă nedefinită.
Rezultatul a fost că "aceste rezultate distrug legătura dintre faimosul punct A al lui Hart (nu există vizitatori interstelari pe Pământ până acum) și concluzia că oamenii trebuie, prin urmare, să fie singura civilizație tehnologică din galaxie".

### Ei sunt prea străini

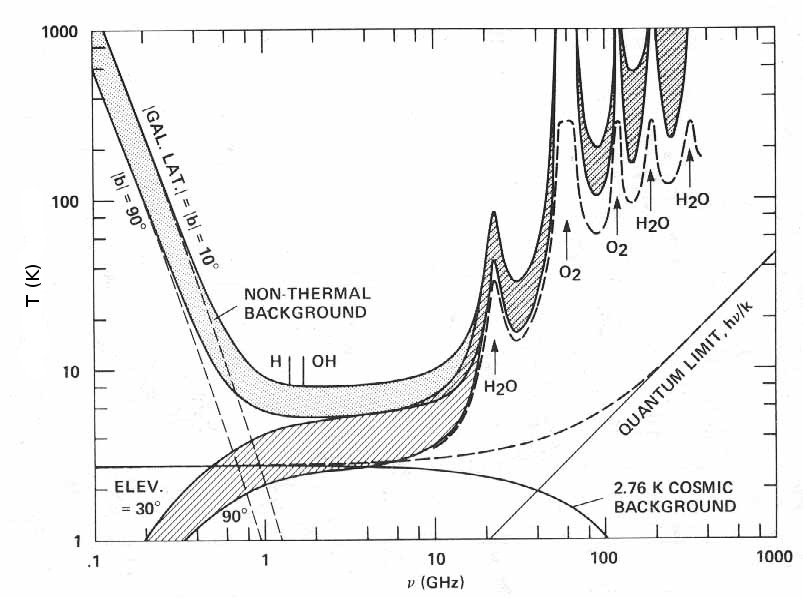
Fereastra cu microunde, așa cum se vede de la un sistem la sol. Din raportul NASA SP-419: SETI - Căutarea inteligenței extraterestre

O altă posibilitate este că teoreticienii umani au subestimat cât de mult viața extraterestră ar putea să difere față de cea de pe Pământ. Străinii pot fi dispuși psihologic să nu dorească să încerce să comunice cu ființele umane. Poate că matematica umană aparține doar Pământului și nu este împărtășită de o altă formă de viață inteligentă, deși alții susțin că acest lucru se poate aplica numai matematicii abstracte, deoarece matematica asociată cu fizica trebuie să fie similară (în rezultate, dacă nu în metode).
Fiziologia ar putea, de asemenea, să fie o barieră în comunicare. Carl Sagan a speculat în Contact că o specie extraterestră ar putea avea un proces de gândire cu o magnitudine mai lentă (sau mai rapidă) decât a noastră. Un mesaj difuzat de acea specie ar putea părea ca niște zgomote de fundal aleatorii și, prin urmare, nu ar fi detectate.
O altă părere este că civilizațiile tehnologice înregistrează invariabil o singularitate tehnologică și dobândesc un caracter post-biologic. Civilizațiile ipotetice de acest fel s-ar fi putut dezvolta suficient de mult pentru a face imposibilă comunicarea.

### Toată lumea ascultă, dar nimeni nu transmite
Civilizațiile extraterestre ar putea fi capabile din punct de vedere tehnic să contacteze Pământul, în schimb ele preferă doar să asculte în loc să transmită. Dacă toate sau majoritatea civilizațiilor acționează în acest mod, galaxia ar putea fi plină de civilizații dornice de contact, însă toată lumea ascultă și nimeni nu transmite. Acesta este așa-numitul Paradox SETI.
Singura civilizație pe care o cunoaștem, a noastră, nu transmite cu adevărat în mod explicit, cu excepția câtorva mici eforturi. Chiar și aceste eforturi (și cu siguranță orice încercare de a le extinde) sunt controversate. Nici măcar nu este foarte clar dacă vom răspunde unui semnal detectat - politica oficială în cadrul comunității SETI  este că "răspunsul la un semnal sau la alte dovezi ale inteligenței extraterestre ar trebui trimis doar după ce vor avea loc consultări internaționale adecvate." Cu toate acestea, având în vedere impactul posibil al oricărui răspuns, ar putea fi foarte dificil să se obțină un consens privind "Cine vorbește în numele Pământului?" și "Ce să le spunem?"

### Pământul nu este contactat în mod deliberat

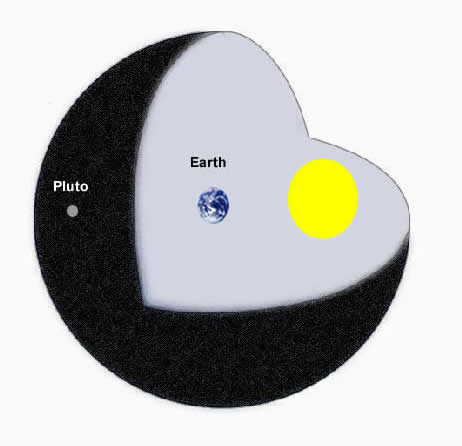
Reprezentarea schematică a unui planetariu simulând universul oamenilor. Universul "real" se află în afara sferei negre, cel simulat ar fi proiectat sau filtrat.

Ipoteza zoo afirmă că viața inteligentă extraterestră există și nu contactează viața de pe Pământ pentru a permite evoluția și dezvoltarea ei naturală. Această ipoteză poate fi combătută prin imperfecțiunea teoriei uniformitatea motivelor. Această teorie sugerează că orice civilizație din univers ar trece prin etape tehnologice similare în dezvoltarea lor și susține ideea că la un moment dat în istoria lor civilizațiile extraterestre avansate ar folosi mediul electromagnetic pentru comunicații și astfel ar emite unde radio care ar putea fi detectate de proiecte precum SETI. Tot ce este nevoie pentru a demonstra imperfecțiunea uniformității motivelor este o singură cultură sau civilizație care să decidă să acționeze contrar imperativului din gama noastră de detectare (ca de exemplu nu ar folosi niciodată undele electromagnetice) și probabilitatea unei astfel de încălcări ar crește cu numărul de civilizații.
Analiza diferenței de timp între aparițiile civilizațiilor în galaxie pe baza ipotezelor astrobiologice comune sugerează că civilizația inițială ar avea un avantaj de întâietate față de următoarele civilizații. Prin urmare, poate a implementat deja ceea ce noi numim ipoteza zoo prin forță sau ca o normă galactică/universală și a stabilit "paradoxul" rezultant ca un efect de fondator cultural cu sau fără activitatea continuă a fondatorului.
Este posibil ca o civilizație suficient de avansată pentru a călători între sistemele stelare să viziteze sau să observe în mod activ Pământul, rămânând nedetectată sau nerecunoscută.

### Pământul este izolat în mod intenționat (ipoteza planetariului)
O idee legată de ipoteza zoo este că, dincolo de o anumită distanță, universul perceput de noi este o realitate simulată. Ipoteza planetariului speculează faptul că ființe inteligente ar fi putut crea această simulare astfel încât universul să pară gol de altă viață.

### Este periculos să comunici
O civilizație extraterestră ar putea simți că este prea periculos să comunice, fie pentru noi, fie pentru ei. La urma urmei, când civilizații foarte diferite s-au întâlnit pe Pământ, rezultatele au fost deseori dezastruoase pentru o parte sau alta și același lucru se poate aplica și contactului interstelar. Chiar și contactul la o distanță sigură ar putea duce la infectarea prin cod de calculator sau chiar prin idei. Poate că civilizațiile prudente se ascund în mod activ nu numai de Pământ, ci de toți, din teama altor civilizații.
Poate că paradoxul lui Fermi însuși - sau echivalentul extraterestru al acestuia - este motivul pentru care orice civilizație a evitat contactul cu alte civilizații, chiar dacă nu există alte obstacole. Din punctul de vedere al oricărei civilizații, ar fi puțin probabil ca ei să fie primii care au făcut primul contact. Prin urmare, conform acestui raționament, este probabil ca civilizațiile anterioare să se fi confruntat cu probleme fatale în timpul primului contact și acesta ar trebui evitat. Prin urmare, este posibil ca oricare civilizație să păstreze liniștea din cauza posibilității ca există un motiv real pentru alții să facă acest lucru.
Romanul scriitorului chinez Liu Cixin, Pădurea întunecată  (黑暗森林, 2008), se bazează pe o astfel de situație.

### Sunt aici fără știrea oamenilor
O fracțiune semnificativă a populației consideră că cel puțin câteva OZN-uri (obiecte zburătoare neidentificate) sunt nave spațiale pilotate de extratereștri. În timp ce cele mai multe dintre acestea sunt interpretări nerecunoscute sau greșite ale fenomenelor lumești, există câteva care nu pot fi explicate chiar și după investigații. Consensul științific spune că, deși pot fi inexplicabile, ele nu se ridică la nivelul dovezilor convingătoare.
În mod similar conspirației OZN, este teoretic posibil ca grupurile SETI să nu raporteze detectările pozitive sau guvernele să fi blocat semnalele și să fi suprimat publicarea. Acest comportament ar putea fi atribuit securității sau intereselor economice din cauza utilizării potențiale a tehnologiei extraterestre avansate. S-a sugerat că detectarea unui semnal radio sau a unei tehnologii extraterestre ar putea fi cea mai secretă informație care există. Se susține că acest lucru s-a întâmplat deja în presa populară, dar oamenii de știință implicați au raportat experiența opusă - presa este informată și este interesată de o posibilă detectare chiar înainte de confirmarea unui semnal.
În ceea ce privește ideea că extratereștrii se află în contact secret cu guvernele, David Brin scrie: "Aversiunea față de o idee, pur și simplu datorită unei lungi asocieri cu ceva trăsnit, oferă prea multă influență acelui ceva trăsnit".

### Extratereștrii ca zei
Ultima clasă de soluții este presupunerea că extratereștrii există și ne vizitează, dar rămân invizibili pentru ochii noștri deoarece dispun de o tehnologie atât de avansată încât oamenii i-ar considera ca fiind zei. Există un scenariu și mai speculativ: universul este o creație a lui Dumnezeu, care este un extraterestru. Smolin și Edward Harrison au prezentat ideea că găurile negre sunt generate de puteri demiurgice pentru a crea universuri. Această ipoteză se bazează în special pe exoteologie. În The Physics of Immortality : Modern Cosmology, God and the Resurrection of the Dead (Fizica nemuririi: Cosmologia modernă, Dumnezeu și învierea morților), Frank J. Tipler a folosit principiul antropic pentru a postula existența unei civilizații extraterestre atât de avansate încât ar putea ca după Big Crunch, generând un număr infinit de calcule, să fie capabilă să creeze din nou universul actual într-o simulare virtuală. Această civilizație ar putea crea un multivers în care principiul antropic ar fi eficient; ar putea, de asemenea, să se asigure că în fiecare univers este o singură specie inteligentă. Sunt avute în vedere și soluții spirituale: absența extratereștrilor ar fi explicată prin faptul că universul a fost creat pentru sufletul omenesc. Universul ar rămâne gol pentru a permite apariția Parusiei anunțate.

## Paradoxul lui Fermi în ficțiune
Paradoxul lui Enrico Fermi și posibilele sale soluții sunt menționate în câteva lucrări de ficțiune, în special în genul științifico-fantastic. Acest gen pune la îndoială inteligența umană: "Fie că este Solaris a lui Stanislaw Lem, 2001: O odisee spațială a lui Stanley Kubrick și mai ales Contact, de Carl Sagan, ecranizat de Robert Zemeckis în 1997, primul contact duce la o situație în care inteligența noastră este transcendată de alte forme de inteligență. În cinematografie, ideea că extratereștrii ajută omenirea fără a se arăta (ipoteza unei "mari transparențe") a fost exploatată de mai multe ori: în The Adjustment Bureau - Gardienii destinului (2011) în special (bazat pe o povestire a lui Philip K. Dick, „Adjustment Team”). În benzi desenate, Hergé a folosit această ipoteză în Vol. 714 pour Sydney.

## Legături externe
- Listă de articole despre Paradoxul Fermi la descopera.ro
- Dan D. Farcaș - Unde sunt extraterestrii? Paradoxul lui Fermi Arhivat în 16 aprilie 2009, la Wayback Machine., Revista Magazin, 11 februarie 2009
- Paradoxul lui Enrico Fermi: De ce oamenii nu au intalnit inca niciun extraterestru. Un psiholog american ofera o explicatie radicala
- Leonidovich Zaitsev, Aleksandr (Translator). Overcome the Great Silence (ed. Translation of the documentary).
- „The Cross of the Moment”. (Film about Fermi's Paradox, climate change, capitalism, and collapse.)